# Maison au 96, Grand-Rue à Saverne
La maison au 96, Grand-Rue est un monument historique situé à Saverne, dans le département français du Bas-Rhin.

## Situation et accès
Ce bâtiment est situé au 96, Grand-Rue à Saverne.

## Historique
L'édifice fait l'objet d'une inscription au titre des monuments historiques depuis 1929.

## Architecture

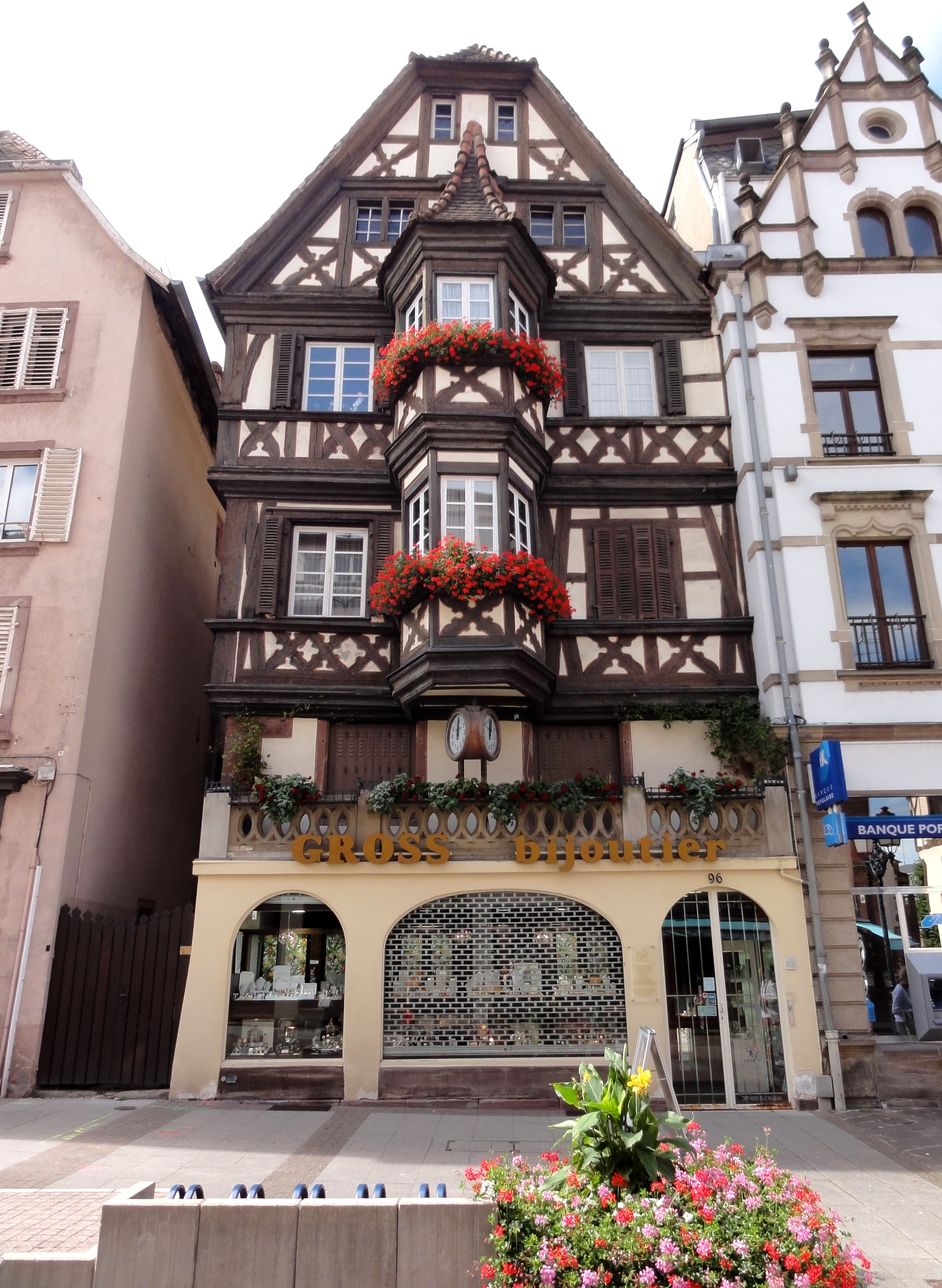